# Adolfo López Mateos
Adolfo López Mateos va néixer en Atizapán, Estat de Mèxic, el 26 de maig de 1909. Va ser president constitucional de Mèxic de 1958 a 1964. Va morir en la Ciutat de Mèxic el 22 de setembre de 1969.
Advocat. En 1929 va militar en una campanya que va marcar la seva vida política. Poc després es va ocupar com a secretari particular del governador de l'Estat de Mèxic, Carlos Riva Palacio. Vinculat a la política de l'Estat de Mèxic, va ocupar l'adreça de l'Institut Científic i Literari de Toluca entri 1944 i 1946, any que va ser elegit senador. En el govern d'Adolfo Ruiz Cortines (1952-1958) es va ocupar com a secretari de Treball i Previsió Social. En 1958 va ser elegit president de la República. Durant el seu sexenni va enfrontar conflictes socials com el del ferrocarril i l'escamot encapçalat per Rubén Jaramillo. Va aconseguir la devolució a Mèxic del territori del Chamizal pels Estats Units i va enarborar la bandera de l'autodeterminació dels pobles. L'educació i la cultura van rebre un fort impuls, manifestat en la construcció dels museus nacionals més importants i la creació del llibre de text gratuït.